# Valentina Pistoli
Valentina Pistoli (Korçë, 1928-1993) fue una arquitecta albanesa. Fue la primera arquitecta del país. Se graduó en arquitectura en la Universidad de Sofía en 1952. Lideró el grupo de arquitectos que diseñó el Hotel Tirana.